# 木下恵介・人間の歌シリーズ
『木下恵介・人間の歌シリーズ』（きのしたけいすけ にんげんのうたシリーズ）は、1970年4月16日から1977年3月31日までTBS系列の毎週木曜 22:00 - 22:55（JST。1972年9月までは22:56まで）に放送されたテレビドラマ枠。『木下恵介アワー』の姉妹番組。

## 概要
1969年8月に月曜22時のドラマ枠が廃止して以来、TBSの平日22時枠には国産ドラマ枠が一本も無くなってしまった（火曜日は海外ドラマ枠が存在した）。そこでTBSは、継続中の『木下恵介アワー』人気に便乗し、映画監督の木下惠介がTBSなどと共同で設立した木下恵介プロダクション（後のドリマックス・テレビジョン、現在はTBSスパークルへ事業譲渡）制作の1時間ドラマ枠を新設、その内容も、人間性に深く追求した作品を手がけることになった。なお、制作は『木下恵介アワー』が木下恵介プロダクションと松竹テレビ室の共同（初期と末期は木下恵介プロダクション単独）だったのに対し、本シリーズは一貫して木下恵介プロダクション単独だった。本シリーズも木下惠介本人は『木下恵介アワー』と同様、ドラマ作品の企画・監修を手掛けた。
1974年9月に『木下恵介アワー』が終了後も、本シリーズは継続したが、1977年3月31日で7年の幕を降ろした。そして木下恵介プロの制作枠は火曜20:00に移動する。
なお、放送途中の1975年4月から関西地区のネット局が腸捻転解消により朝日放送（ABC）から毎日放送（MBS）に変更された。
これまで放送された作品の一部はTBSのCS放送・TBSチャンネルでも再放送されている。

## 作品リスト
- 冬の旅（1970年4月16日 - 7月9日）
- 俄 浪華遊侠伝（1970年7月16日 - 10月8日）
- 椿の散るとき（1970年10月15日 - 1971年1月7日）
- 冬の雲（1971年1月14日 - 8月26日）
- 冬の華（1971年9月2日 - 12月9日）
- 春の嵐（1971年12月16日 - 1972年4月13日）
- 地の果てまで（1972年4月20日 - 7月27日）
- 白い夏（1972年8月3日 - 11月30日）
- 愛よ、いそげ!（1972年12月7日 - 1973年5月3日）
- 風の色（1973年5月10日 - 8月2日）
- 夏の別れ（1973年8月9日 - 8月30日）
- それぞれの秋（1973年9月6日 - 12月13日）
- 冬の貝殻（1973年12月20日 - 1974年3月14日）
- バラ色の人生（1974年3月21日 - 6月13日）
- 風の町（1974年6月20日 - 9月12日）
- 阿蘇の女（1974年9月19日 - 12月12日）
- 三人姉妹（1974年12月19日 - 1975年3月27日） - ここまで朝日放送ネット。
- もうひとつの春（1975年4月3日 - 6月26日） - ここからMBSネット。
- 魅せられた夏（1975年7月3日 - 10月9日）
- 旅への誘い（1975年10月16日 - 1976年1月8日）
- 早春物語（1976年1月15日 - 4月22日）
- 遙かなる海（1976年4月29日 - 10月21日）
- お菓子放浪記（1976年10月28日 - 1977年1月20日）
- 冬の運動会（1977年1月27日 - 3月31日）

## 参考資料
キー局番組編成変遷表